# ショプフロッホ (ミッテルフランケン)
ショプフロッホ (ドイツ語: Schopfloch) は、ドイツ連邦共和国バイエルン州ミッテルフランケンのアンスバッハ郡に属す市場町。

## 地理

### 位置
この市場町は、フォイヒトヴァンゲンとディンケルスビュールの間のロマンティック街道沿いに位置している。ショプフロッホは、西に向かって緩やかに傾斜したヴェルニッツ渓谷の草地や森に囲まれた環境にある。
この街は、ミッテルフランケンの西端に位置している。バーデン＝ヴュルテンベルク州のシュヴェービッシュ・ハル郡との州境まではほんの数kmである。

### 自治体の構成
この町は、公式には13の地区 (Ort) からなる。このうち小集落や孤立農場などを除く集落を以下に列記する。
- ドイエンバッハ
- ディッカースブロン
- レーエンギューティンゲン
- ショプフロッホ
- ヴァルトホイスライン
- ツヴェルンベルク

### 隣接市町村
北はフォイヒトヴァンゲン、東はデュルヴァンゲン、南はディンケルスビュールと境を接する。西はディンケルスビュールとフォイヒトヴァンゲンの市境である。

## 歴史
この村が最初に文献に登場するのは、1260年3月11日付けの贈与証明書に遡る。この証文にはUlricus de Schopflochと記載されている。後に貴族が居を構えショプフロッホ家を称した。この村の起源を裏付ける書類は現存しない。ショプフロッホの社会史および文化史にはユニークな特色がある。1634年頃、三十年戦争の時代にザルツブルクから逃れたプロテスタント信者達がショプフロッホに定住したのであった。彼らは、絵画や石材加工などの伝統的な職業技術をこの新しい故郷にもたらした。特に建設業は、現代でも盛んで、1938年には住民の1/3が建設業に携わっていた。
ユダヤ人達は、ショプフロッホの社会生活において、とても重要な役割を果たしている。ユダヤ人は14世紀にはすでにこの村に定住していた。長年にわたってキリスト教徒とユダヤ教徒がともに生活していたため、国家社会主義の時代でもショプフロッホでは過激なユダヤ人排斥運動は起こらなかった。ユダヤ人は現在も1.4haの広いユダヤ人墓地を有しているが、この墓地の創設は1612年まで遡ることができる。ユダヤ人や遍歴修行中の煉瓦職人などと交流から独特の方言であるLachoudischが生まれた。
2つの大戦ではショプフロッホに多くの犠牲が強いられた。1965年にこの街は市場開催権を獲得した。1972年までこの街はディンケルスビュール郡に属していたが、市長再編の時代にアンスバッハ郡に編入された。1979年3月に、紋章および旗がミッテルフランケン行政当局に受理・承認された。

## 行政

### 議会
ショプフロッホの議会は、首長を除いて14議席から成る。

### 紋章
図柄: 上部は黒地に銀の×印。その下は、銀と赤で斜めに五回繰り返し。

## 文化と見所

### キャッチコピー
農業主体の緑に囲まれた環境と、2つの古い都市ディンケルスビュールとフォイヒトヴァンゲンのまさに中間に位置していることから、ショプフロッホは "Grüner Punkt zwischen mittelalterlichen Städten"（「中世都市にはさまれた緑の町」）というキャッチコピーを使っている。

### 年中行事
ショプフロッホは伝統的なフランケンの謝肉祭が開催される町である。この習慣は異教時代のドルイドの風習にまで遡る。そこから何世代もの間、今日に至るまでこのしきたりは引き継がれてきたのである。特に注目を集めるのが、ショプフロッホの内外で広く知られている謝肉祭協会メディーネの集会である。メディーネは、フランケン謝肉祭連盟およびドイツ謝肉祭連盟に加盟している。メディーネとは、ショプフロッホ方言である"Lachoudische"で、「故郷」を意味している。

### 見所
- プロテスタントのマルティン教会
- ラートハウス
- ユダヤ人墓地、南ドイツ最大のユダヤ人墓地の一つである
- ツヴェルンベルク地区の教会

### レクリエーション
- ハッケンヴァイハーの温泉

## 経済と社会資本

### 交通
ショプフロッホは、連邦アウトバーンA6号およびA7号線沿いの交通の便の良い場所にある。A6号線のインターチェンジは、シュネルドルフ (13km)、フォイヒトヴァンゲン北/ドルフギューティゲン (11km)、アウラハ (27km)、A7号線のインターチェンジはフォイヒトヴァンゲン西/ショプフロッホ (9km)、ディンケルスビュール＝フィヒテナウ (10km)が便利である。フォイヒトヴァンゲン北/ドルフギューティゲン・インターチェンジまでは連邦道B25号線（ロマンティック街道）を利用する。
バイエルン鉄道博物館は、夏期の日曜日に、ネルトリンゲン - ドムビュール線のネルトリンゲン - フォイヒトヴァンゲン間で、蒸気機関車や気動車VT98を運行させており、ショプフロッホ駅にも停車する。ネルトリンゲンでドイツ鉄道の路線と接続する。

### 地元企業
この市場町には、いくつかの中小企業が居を構えている。そのほとんどは金属あるいは紡績関連企業である。

## 方言
Lachoudisch（または Lachodisch）は、ショプフロッホの方言である。それは、ヘブライ語や仲間内だけの隠語などが混ざり合った人工言語である。この言葉の起源は、習慣を遵守するユダヤ人や遍歴修行中の煉瓦積み職人（左官）の言葉に遡る。その後、部外者達も話すようになり、やがて他の地では通用しないという利点からショプフロッホの商人達が会話に用いた。特に年配の人はLachoudischをよく使っている。

## 引用
1. ↑  https://www.statistikdaten.bayern.de/genesis/online?operation=result&code=12411-003r&leerzeilen=false&language=de Genesis-Online-Datenbank des Bayerischen Landesamtes für Statistik Tabelle 12411-003r Fortschreibung des Bevölkerungsstandes: Gemeinden, Stichtag (Einwohnerzahlen auf Grundlage des Zensus 2011)
2. ↑  Bayerische Landesbibliothek Online